# Álvaro VII del Congo
Álvaro VII, llamado también Mpanzu a Mabondo, rey del Reino del Congo en M'Banza Kongo (São Salvador), desde 1665 hasta 1666.

## Reinado
Cuando se anunció la muerte de António I en la Batalla de Mbwila (29 de octubre de 1665), un pariente del difunto soberano, Álvaro, fue elegido rey con el nombre de Álvaro VII.
Instalado en el poder, el nuevo rey envió a Luanda (Angola), un capuchino de confianza, Fray Girolamo de Montesarchio, para hacer la paz con los portugueses (Navidad de 1665). Sin embargo, el religioso fue retenido por una rebelión en Mbamba y se vio obligado a regresar a la capital en junio de 1666; entretanto, el poderoso Conde de Soyo, Paulo da Silva, había tomado Sao Salvador donde tras matar a Álvaro VII, proclamó a Álvaro VIII.